# Samanea
Samanea là một chi thực vật có hoa trong họ Đậu.

## Hình ảnh

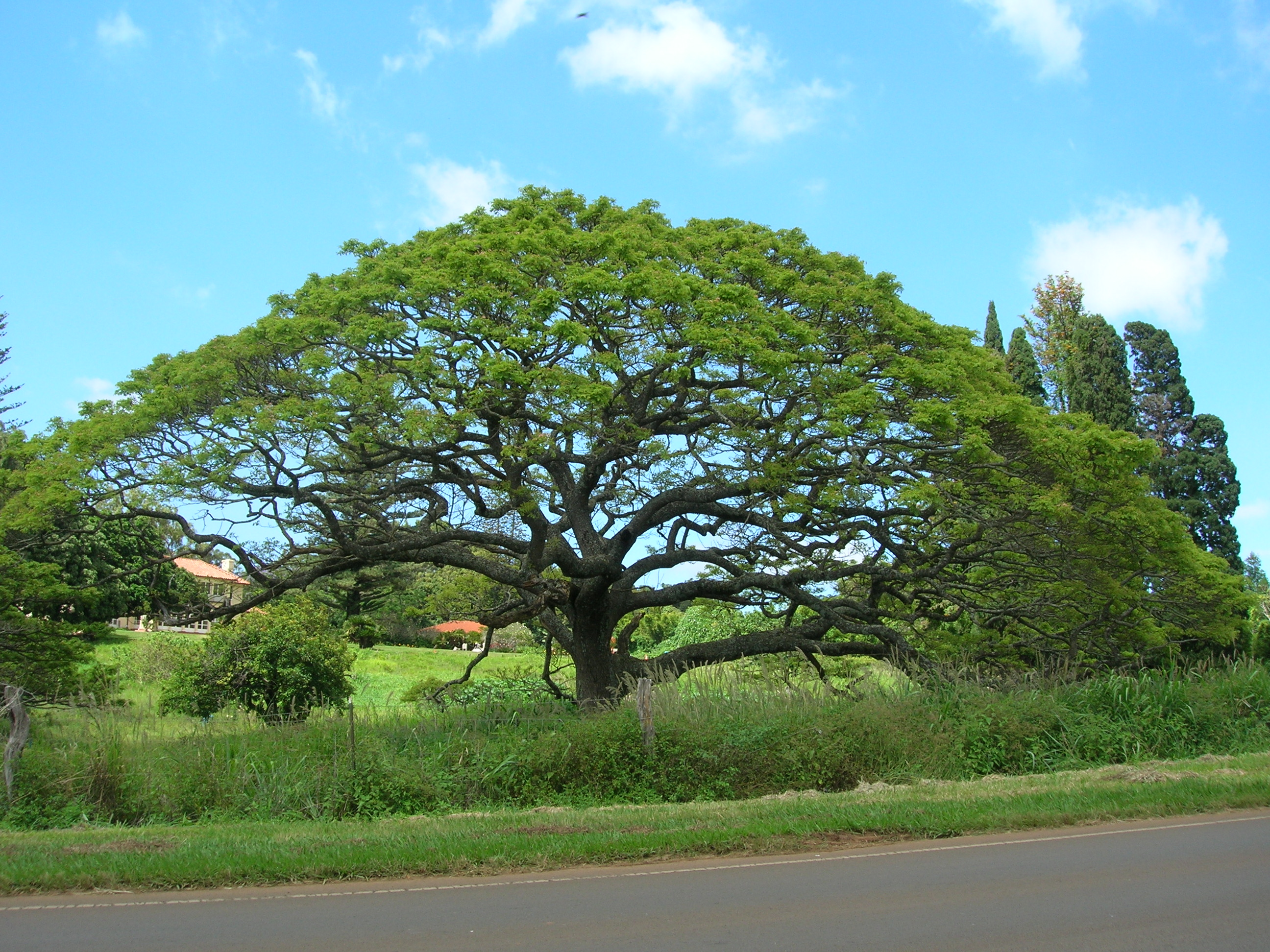
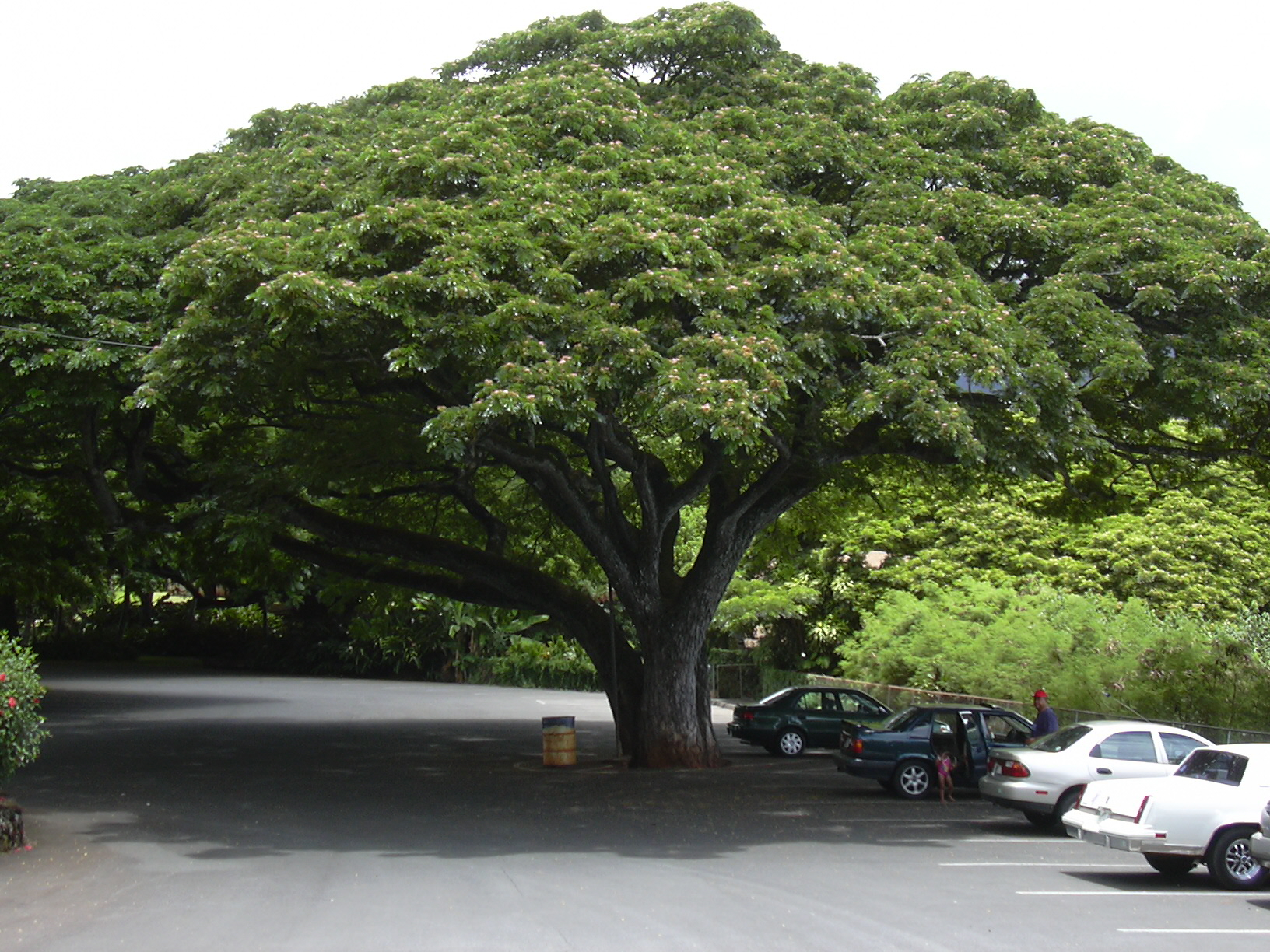
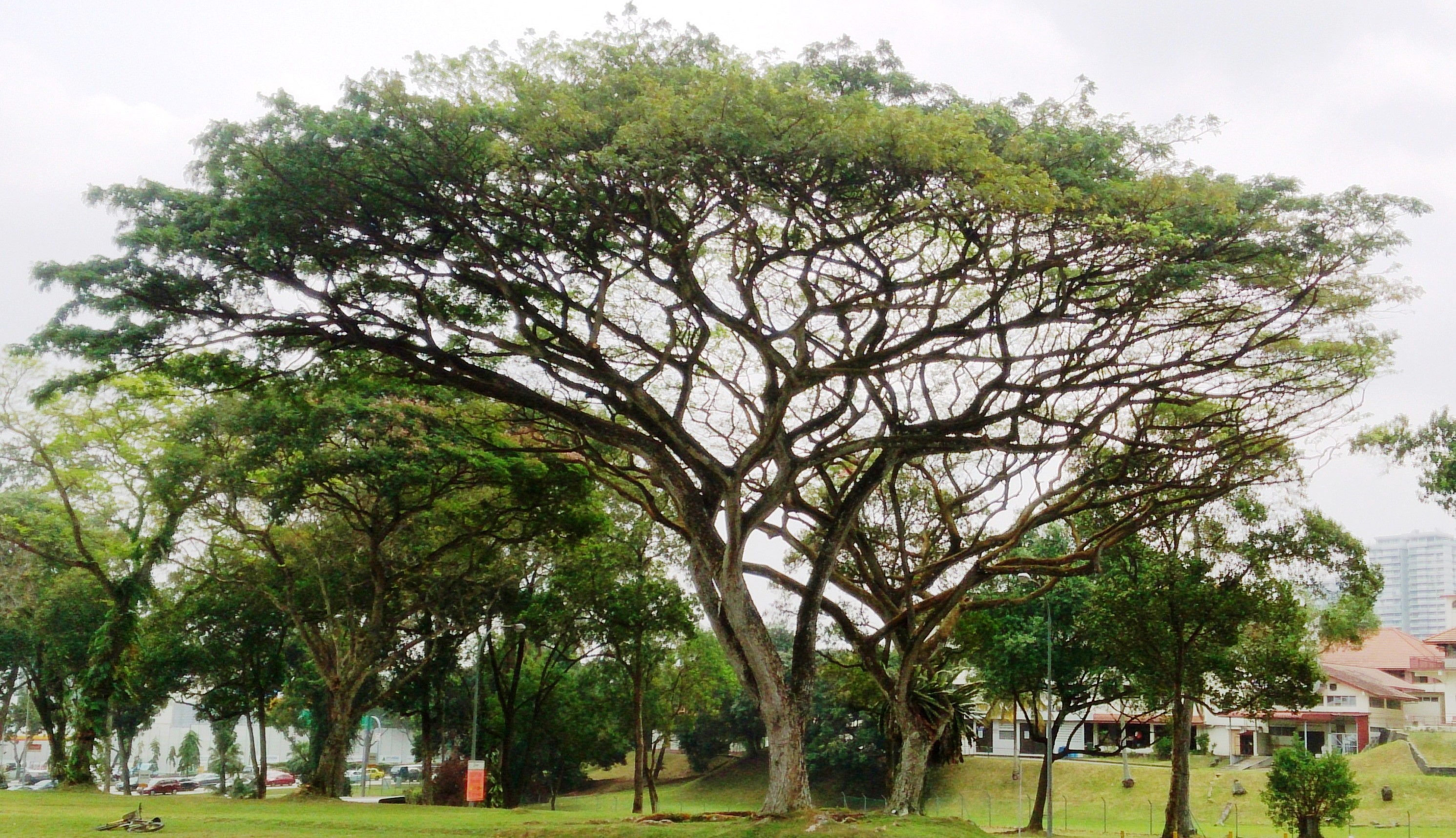